# Cerzat
Ne doit pas être confondu avec Gerzat.
Cerzat est une commune française située dans le département de la Haute-Loire, en région Auvergne-Rhône-Alpes.

## Géographie

### Localisation
La commune de Cerzat se trouve dans le département de la Haute-Loire, en région Auvergne-Rhône-Alpes.
Elle se situe à 42 km par la route du Puy-en-Velay, préfecture du département, à 22 km de Brioude, sous-préfecture, et à 8 km de Mazeyrat-d'Allier, bureau centralisateur du canton du Pays de Lafayette dont dépend la commune depuis 2015 pour les élections départementales.
Les communes les plus proches sont : 
Chilhac (3,2 km), Couteuges (3,4 km), Saint-Privat-du-Dragon (3,9 km), Aubazat (4,0 km), Saint-Georges-d'Aurac (4,9 km), Salzuit (5,5 km), Mazeyrat-d'Allier (5,9 km), Paulhaguet (5,9 km).
| Saint-Privat-du-Dragon | Couteuges | Couteuges             |
| Chilhac                | Cerzat    | Couteuges             |
| Chilhac                | Chilhac   | Saint-Georges-d'Aurac |

### Climat
Pour des articles plus généraux, voir Climat d'Auvergne-Rhône-Alpes et Climat de la Haute-Loire.
En 2010, le climat de la commune est de type climat océanique altéré, selon une étude du Centre national de la recherche scientifique s'appuyant sur une série de données couvrant la période 1971-2000. En 2020, Météo-France publie une typologie des climats de la France métropolitaine dans laquelle la commune est exposée à un climat de montagne ou de marges de montagne et est dans la région climatique Nord-est du Massif Central, caractérisée par une pluviométrie annuelle de 800 à 1 200 mm, bien répartie dans l’année.
Pour la période 1971-2000, la température annuelle moyenne est de 10 °C, avec une amplitude thermique annuelle de 16,8 °C. Le cumul annuel moyen de précipitations est de 628 mm, avec 7,8 jours de précipitations en janvier et 6,5 jours en juillet. Pour la période 1991-2020, la température moyenne annuelle observée sur la station météorologique de Météo-France la plus proche, « Chavaniac-Lafa », sur la commune de Chavaniac-Lafayette à 8 km à vol d'oiseau, est de 10,5 °C et le cumul annuel moyen de précipitations est de 766,4 mm,. Pour l'avenir, les paramètres climatiques de la commune estimés pour 2050 selon différents scénarios d'émission de gaz à effet de serre sont consultables sur un site dédié publié par Météo-France en novembre 2022.

## Urbanisme

### Typologie
Au 1er janvier 2024, Cerzat est catégorisée commune rurale à habitat dispersé, selon la nouvelle grille communale de densité à sept niveaux définie par l'Insee en 2022.
Elle est située hors unité urbaine. Par ailleurs la commune fait partie de l'aire d'attraction de Brioude, dont elle est une commune de la couronne,. Cette aire, qui regroupe 39 communes, est catégorisée dans les aires de moins de 50 000 habitants,.

### Occupation des sols
L'occupation des sols de la commune, telle qu'elle ressort de la base de données européenne d’occupation biophysique des sols Corine Land Cover (CLC), est marquée par l'importance des territoires agricoles (91,7 % en 2018), en augmentation par rapport à 1990 (78,3 %). La répartition détaillée en 2018 est la suivante : 
zones agricoles hétérogènes (47,9 %), terres arables (21,9 %), prairies (21,9 %), forêts (4,4 %), milieux à végétation arbustive et/ou herbacée (4 %). L'évolution de l’occupation des sols de la commune et de ses infrastructures peut être observée sur les différentes représentations cartographiques du territoire : la carte de Cassini (XVIIIe siècle), la carte d'état-major (1820-1866) et les cartes ou photos aériennes de l'IGN pour la période actuelle (1950 à aujourd'hui).

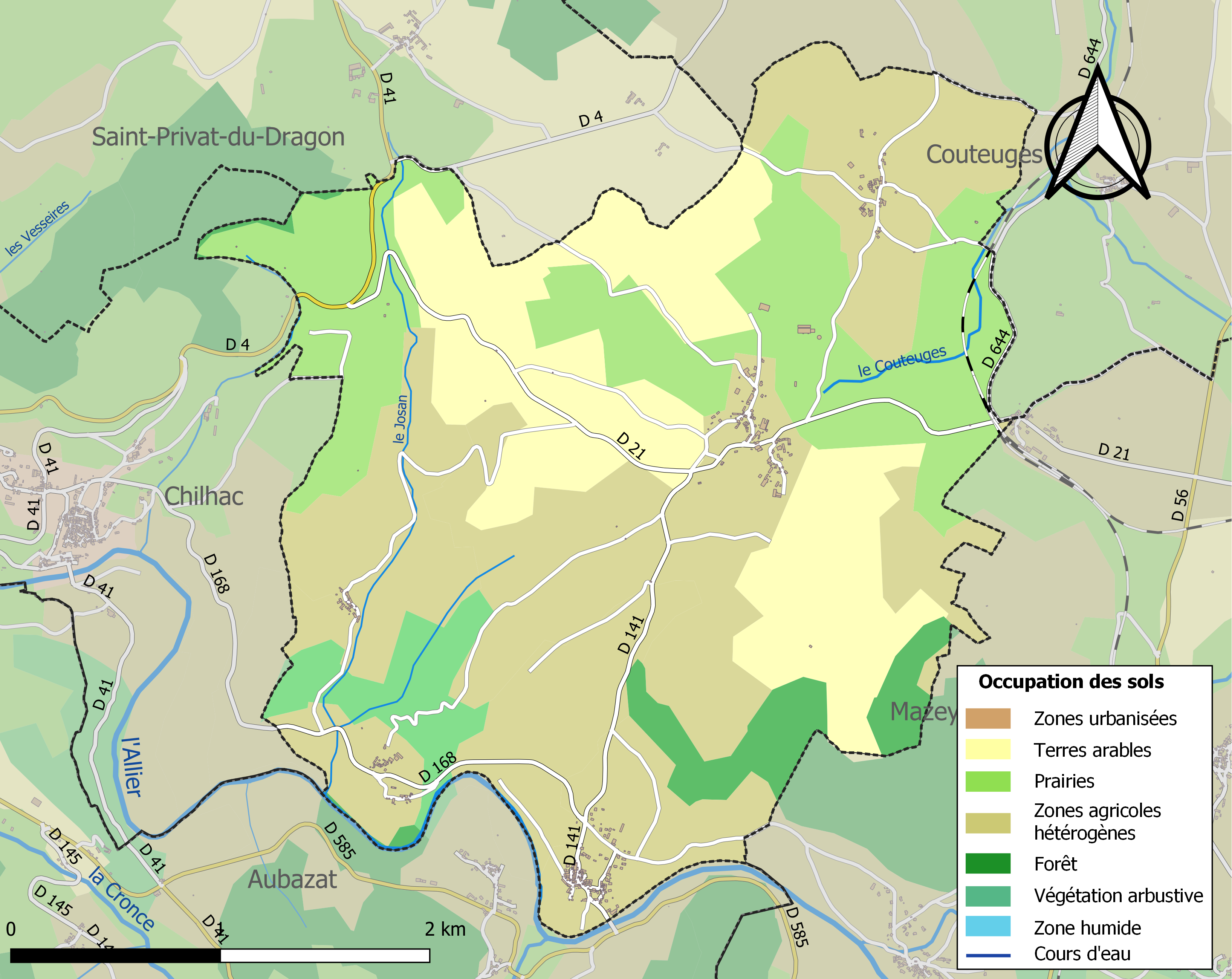
Carte des infrastructures et de l'occupation des sols de la commune en 2018 (CLC).
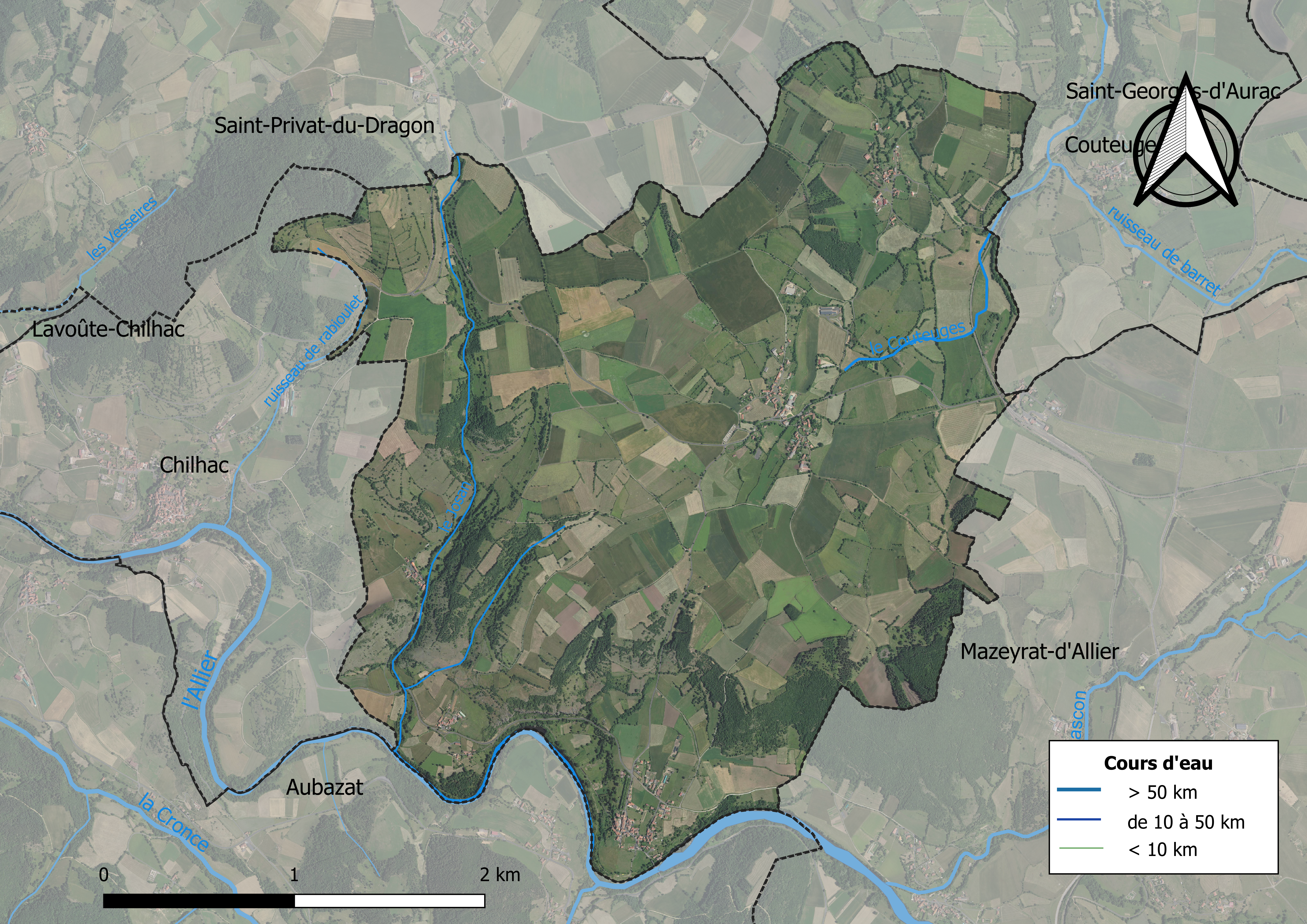
Carte orthophotographique de la commune.

### Habitat et logement
En 2018, le nombre total de logements dans la commune était de 175, alors qu'il était de 149 en 2013 et de 146 en 2008.
Parmi ces logements, 57,7 % étaient des résidences principales, 24 % des résidences secondaires et 18,3 % des logements vacants. Ces logements étaient pour 98,3 % d'entre eux des maisons individuelles et pour 1,1 % des appartements.
Le tableau ci-dessous présente la typologie des logements à Cerzat en 2018 en comparaison avec celle de la Haute-Loire et de la France entière. Une caractéristique marquante du parc de logements est ainsi une proportion de résidences secondaires et logements occasionnels (24 %) supérieure à celle du département (16,1 %) et à celle de la France entière (9,7 %). Concernant le statut d'occupation de ces logements, 84,2 % des habitants de la commune sont propriétaires de leur logement (89 % en 2013), contre 70 % pour la Haute-Loire et 57,5 pour la France entière.
| Typologie                                               | Cerzat | Haute-Loire | France entière |
| ------------------------------------------------------- | ------ | ----------- | -------------- |
| Résidences principales (en %)                           | 57,7   | 71,5        | 82,1           |
| Résidences secondaires et logements occasionnels (en %) | 24     | 16,1        | 9,7            |
| Logements vacants (en %)                                | 18,3   | 12,4        | 8,2            |

## Toponymie
Cerzat a changé 1 seule fois de nom en 1801 et s'appelait Cerzats.

## Histoire

### Préhistoire
Les populations s'installent quasi exclusivement dans les zones basses comme le pied des falaises pour l'abri de Blot. La proximité des gués semble particulièrement appréciée. Ces installations légères aménagées dans les abris rocheux constituent de rares et précieux témoignage d'un mode de vie fondé sur la cueillette, la pêche, la chasse aux chevaux, aux rennes mais aussi aux marmottes.Les populations demeurent itinérantes, et leurs implantations varient sur de longues distances, au gré des déplacements de la faune sauvage.
Le site préhistorique des falaises du Blot, découvert durant l'hiver 1934-1935, a révélé une succession d'habitats saisonniers du Paléolithique supérieur, allant du Gravettien récent (23 000 AP) au Magdalénien final (10 000 AP), en passant par le Protomagdalénien (20 000 AP), le Badegoulien (17 000) AP et le Magdalénien ancien (vers 18 000 ans) , récent (vers 13 000 ans) et terminal (vers 11 000 ans),.
On y a relevé les traces de cabanes adossées à la falaise.
Ce serait le troisième site connu pour avoir livré du Protomagdalénien, après Laugerie-Haute (1930, D. et E. Peyrony, années 1920-1930, couche D de l'Ouest et couche F de l'Est) et l'abri Pataud.
Le site est classé monument historique depuis mars 1989

## Politique et administration

### Découpage territorial
La commune de Cerzat est membre de la communauté de communes des Rives du Haut Allier, un établissement public de coopération intercommunale (EPCI) à fiscalité propre créé le 27 décembre 2016 dont le siège est à Langeac. Ce dernier est par ailleurs membre d'autres groupements intercommunaux.
Sur le plan administratif, elle est rattachée à l'arrondissement de Brioude, au département de la Haute-Loire, en tant que circonscription administrative de l'État, et à la région Auvergne-Rhône-Alpes.
Sur le plan électoral, elle dépend du canton du Pays de Lafayette pour l'élection des conseillers départementaux, depuis le redécoupage cantonal de 2014 entré en vigueur en 2015, et de la deuxième circonscription de la Haute-Loire   pour les élections législatives, depuis le redécoupage électoral de 1986.

### Élections municipales et communautaires

#### Élections de 2020
Le conseil municipal de Cerzat, commune de moins de 1 000 habitants, est élu au scrutin majoritaire plurinominal à deux tours avec candidatures isolées ou groupées et possibilité de panachage. Compte tenu de la population communale, le nombre de sièges à pourvoir lors des élections municipales de 2020 est de 11. La totalité des onze candidats en lice est élue dès le premier tour, le 15 mars 2020, avec un taux de participation de 61,02 %.
Jacky Delivert, maire sortant, est réélu pour un nouveau mandat le 27 mai 2020.
Dans les communes de moins de 1 000 habitants, les conseillers communautaires sont désignés parmi les conseillers municipaux élus en suivant l’ordre du tableau (maire, adjoints puis conseillers municipaux) et dans la limite du nombre de sièges attribués à la commune au sein du conseil communautaire. Un siège est attribué à la commune au sein de la communauté de communes des Rives du Haut Allier.

#### Liste des maires
| Période                                  | Période                    | Identité       | Étiquette | Qualité |
| ---------------------------------------- | -------------------------- | -------------- | --------- | ------- |
| Les données manquantes sont à compléter. |                            |                |           |         |
| mars 2001                                | mars 2014                  | Louis Léotoing | DVD       |         |
| mars 2014                                | En cours (au 27 août 2014) | Jacky Delivert |           |         |

## Population et société

### Démographie

#### Évolution démographique
L'évolution du nombre d'habitants est connue à travers les recensements de la population effectués dans la commune depuis 1793. Pour les communes de moins de 10 000 habitants, une enquête de recensement portant sur toute la population est réalisée tous les cinq ans, les populations de référence des années intermédiaires étant quant à elles estimées par interpolation ou extrapolation. Pour la commune, le premier recensement exhaustif entrant dans le cadre du nouveau dispositif a été réalisé en 2008.

En 2022, la commune comptait 212 habitants, en évolution de +2,42 % par rapport à 2016 (Haute-Loire : +0,36 %, France hors Mayotte : +2,11 %).
| 1793 | 1800 | 1806 | 1821 | 1831 | 1836 | 1841 | 1846 | 1851 |
| ---- | ---- | ---- | ---- | ---- | ---- | ---- | ---- | ---- |
| 431  | 431  | 437  | 434  | 443  | 512  | 547  | 520  | 512  |

| 1856 | 1861 | 1866 | 1872 | 1876 | 1881 | 1886 | 1891 | 1896 |
| ---- | ---- | ---- | ---- | ---- | ---- | ---- | ---- | ---- |
| 519  | 431  | 510  | 470  | 504  | 487  | 452  | 466  | 470  |

| 1901 | 1906 | 1911 | 1921 | 1926 | 1931 | 1936 | 1946 | 1954 |
| ---- | ---- | ---- | ---- | ---- | ---- | ---- | ---- | ---- |
| 475  | 459  | 429  | 376  | 335  | 321  | 305  | 280  | 257  |

| 1962 | 1968 | 1975 | 1982 | 1990 | 1999 | 2006 | 2008 | 2013 |
| ---- | ---- | ---- | ---- | ---- | ---- | ---- | ---- | ---- |
| 240  | 226  | 186  | 184  | 193  | 197  | 195  | 194  | 203  |

| 2018 | 2022 | - | - | - | - | - | - | - |
| ---- | ---- | - | - | - | - | - | - | - |
| 210  | 212  | - | - | - | - | - | - | - |

#### Pyramide des âges
La population de la commune est relativement âgée.
En 2018, le taux de personnes d'un âge inférieur à 30 ans s'élève à 22,4 %, soit en dessous de la moyenne départementale (31 %). À l'inverse, le taux de personnes d'âge supérieur à 60 ans est de 38,1 % la même année, alors qu'il est de 31,1 % au niveau départemental.
En 2018, la commune comptait 113 hommes pour 97 femmes, soit un taux de 53,81 % d'hommes, largement supérieur au taux départemental (49,13 %).
Les pyramides des âges de la commune et du département s'établissent comme suit.
| Hommes | Classe d’âge | Femmes |
| ------ | ------------ | ------ |
| 0,0    | 90 ou +      | 1,0    |
| 8,0    | 75-89 ans    | 8,2    |
| 29,2   | 60-74 ans    | 29,9   |
| 23,0   | 45-59 ans    | 20,6   |
| 15,0   | 30-44 ans    | 20,6   |
| 8,8    | 15-29 ans    | 8,2    |
| 15,9   | 0-14 ans     | 11,3   |

| Hommes | Classe d’âge | Femmes |
| ------ | ------------ | ------ |
| 0,9    | 90 ou +      | 2,5    |
| 8,4    | 75-89 ans    | 11,7   |
| 20,4   | 60-74 ans    | 20,5   |
| 21,3   | 45-59 ans    | 20,3   |
| 16,8   | 30-44 ans    | 16,3   |
| 15,2   | 15-29 ans    | 13,2   |
| 17     | 0-14 ans     | 15,6   |

## Économie

### Revenus
En 2018, la commune compte 97 ménages fiscaux, regroupant 211 personnes. La médiane du revenu disponible par unité de consommation est de 18 990 € (20 800 € dans le département).

### Emploi
| Division       | 2008  | 2013  | 2018  |
| -------------- | ----- | ----- | ----- |
| Commune        | 3,4 % | 9,4 % | 6,8 % |
| Département    | 6,3 % | 7,7 % | 7,7 % |
| France entière | 8,3 % | 10 %  | 10 %  |

En 2018, la population âgée de 15 à 64 ans s'élève à 133 personnes, parmi lesquelles on compte 66,2 % d'actifs (59,4 % ayant un emploi et 6,8 % de chômeurs) et 33,8 % d'inactifs,. Depuis 2008, le taux de chômage communal (au sens du recensement) des 15-64 ans est inférieur à celui de la France et du département.
La commune fait partie de la couronne de l'aire d'attraction de Brioude, du fait qu'au moins 15 % des actifs travaillent dans le pôle,. Elle compte 37 emplois en 2018, contre 23 en 2013 et 28 en 2008. Le nombre d'actifs ayant un emploi résidant dans la commune est de 79, soit un indicateur de concentration d'emploi de 47,2 % et un taux d'activité parmi les 15 ans ou plus de 48,6 %.
Sur ces 79 actifs de 15 ans ou plus ayant un emploi, 13 travaillent dans la commune, soit 17 % des habitants. Pour se rendre au travail, 86,1 % des habitants utilisent un véhicule personnel ou de fonction à quatre roues, 7,6 % s'y rendent en deux-roues, à vélo ou à pied et 6,3 % n'ont pas besoin de transport (travail au domicile).

## Culture locale et patrimoine

### Lieux et monuments

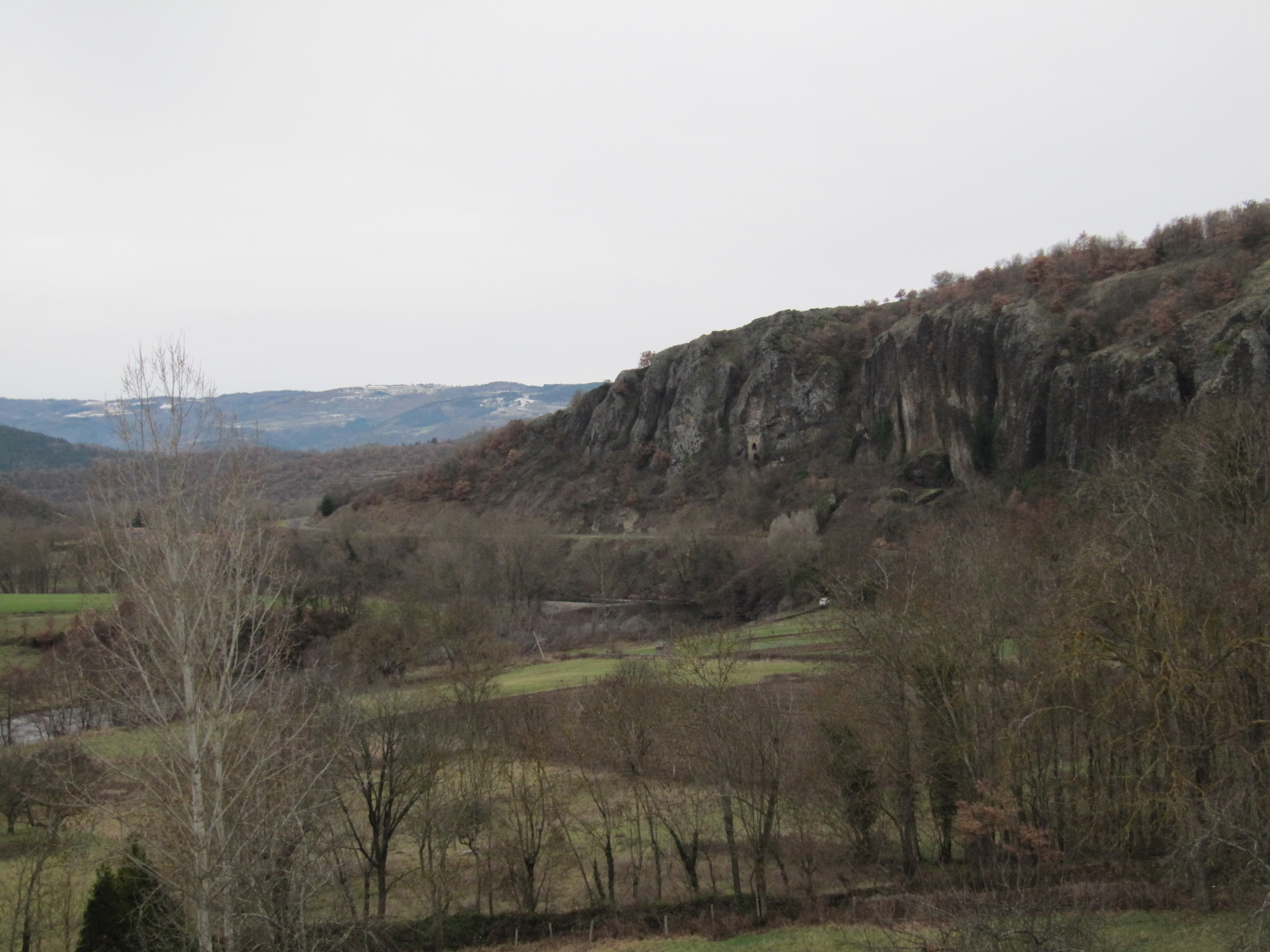
Falaise du Blot.

- Les falaises du Blot en bordure d'Allier à proximité du village du Chambon sont un site préhistorique et constituent un emplacement naturel remarquable.
- Château du Chambon.
- Église Saint-Sylvestre : l'église possède un chevet roman, la nef et la chapelle nord ont été ajoutées à l'époque gothique. Époque : XIIe, XVe et XIXe siècles[33].
- Abri du Blot : abri préhistorique.
- Pié du Roi.